# Once More! Charlie Byrd's Bossa Nova
| Recensione | Giudizio |
| ---------- | -------- |
| AllMusic   | [ 1 ]    |

Once More! Charlie Byrd's Bossa Nova è un album discografico del chitarrista jazz statunitense Charlie Byrd, pubblicato dalla casa discografica Riverside Records nel giugno del 1963.

## Tracce

### LP
Lato A
1. Outra Vez (Once More) – 3:13 (Antônio Carlos Jobim) – Registrato il 21 febbraio 1963
2. Presente de Natal (Birthday Gift) – 3:26 (Nelcy Noronha) – Registrato il 4 aprile 1963
3. Insensatez (Insensitive) – 2:56 (Antônio Carlos Jobim, Vinícius de Moraes) – Registrato il 21 febbraio 1963
4. Three Note Samba – 2:21 (Charlie Byrd) – Registrato il 21 febbraio 1963
5. Samba da Minha Terra (Samba of My Country) – 1:59 (Dorival Caymmi) – Registrato il 4 aprile 1963
6. Limehouse Blues – 3:01 (Douglas Furber, Philip Braham) – Registrato il 4 aprile 1963

Lato B
1. Saudade da Bahia (Longing for Bahia) – 2:24 (Dorival Caymmi) – Registrato il 21 febbraio 1963
2. Anna – 4:37 (Roman Vatro, Francesco Giordano) – Registrato il 4 aprile 1963
3. Socegadamente (Softly) – 2:38 (Charlie Byrd) – Registrato il 21 febbraio 1963
4. Chega de Saudade (No More Blues) – 3:13 (Antônio Carlos Jobim, Vinícius de Moraes) – Registrato il 21 febbraio 1963
5. Cancao de Nimar para Carol (Lullaby for Carol) – 4:24 (Charlie Byrd) – Registrato il 4 aprile 1963

## Musicisti
Outra Vez (Once More) / Insensatez (Insensitive) / Three Note Samba / Saudade da Bahia (Longing for Bahia) / Socegadamente (Softly) / Chega de Saudade (No More Blues)
- Charlie Byrd - chitarra
- Gene Byrd - chitarra, contrabbasso
- Keter Betts - contrabbasso
- Buddy Deppenschmidt e Bill Reichenbach - batteria, percussioni
- Samuel Ramsey - corno francese
- Morris Kirshbaum - violoncello
- John Martin - violoncello
- Dorothy Stahl - violoncello
- Franz Vlashek - violoncello

Presente de Natal (Birthday Gift) / Samba da Minha Terra (Samba of My Country) / Limehouse Blues / Anna / Cancao de Nimar para Carol (Lullaby for Carol)
- Charlie Byrd - chitarra
- Gene Byrd - chitarra, contrabbasso
- Keter Betts - contrabbasso
- Buddy Deppenschmidt e Bill Reichenbach - batteria, percussioni
- Hal Posey - tromba, flicorno (eccetto nel brano: Limehouse Blues)
- Tommy Gwaltney - vibrafono (eccetto nel brano: Limehouse Blues)

Note aggiuntive
- Orrin Keepnews e Ed Michel - produttori
- Registrazioni effettuate al Edgewood Studios di Washington, District Columbia (Stati Uniti)
- Ed Green e Ray Fowler - ingegneri delle registrazioni
- Ken Deardoff - design album originale
- Ed Michel - fotografie retrocopertina album originale
- Peter Drew - note retrocopertina album originale[3]